# Kokšov-Bakša
Kokšov-Bakša é um município da Eslováquia, situado no distrito de Košice-okolie, na região de Košice. Tem 3,57 km² de área e sua população em 2018 foi estimada em 1.211 habitantes.

## Demografia
| Ano:        | 1994 | 2004   | 2014    | 2024    |
| ----------- | ---- | ------ | ------- | ------- |
| Broj ljudi: | 1078 | 1046   | 1174    | 1335    |
| Razlika:    |      | -2,96% | +12,23% | +13,71% |

| Ano:               | 2023 | 2024   |
| ------------------ | ---- | ------ |
| Número de pessoas: | 1310 | 1335   |
| Diferença:         |      | +1,90% |